# Hector Rail

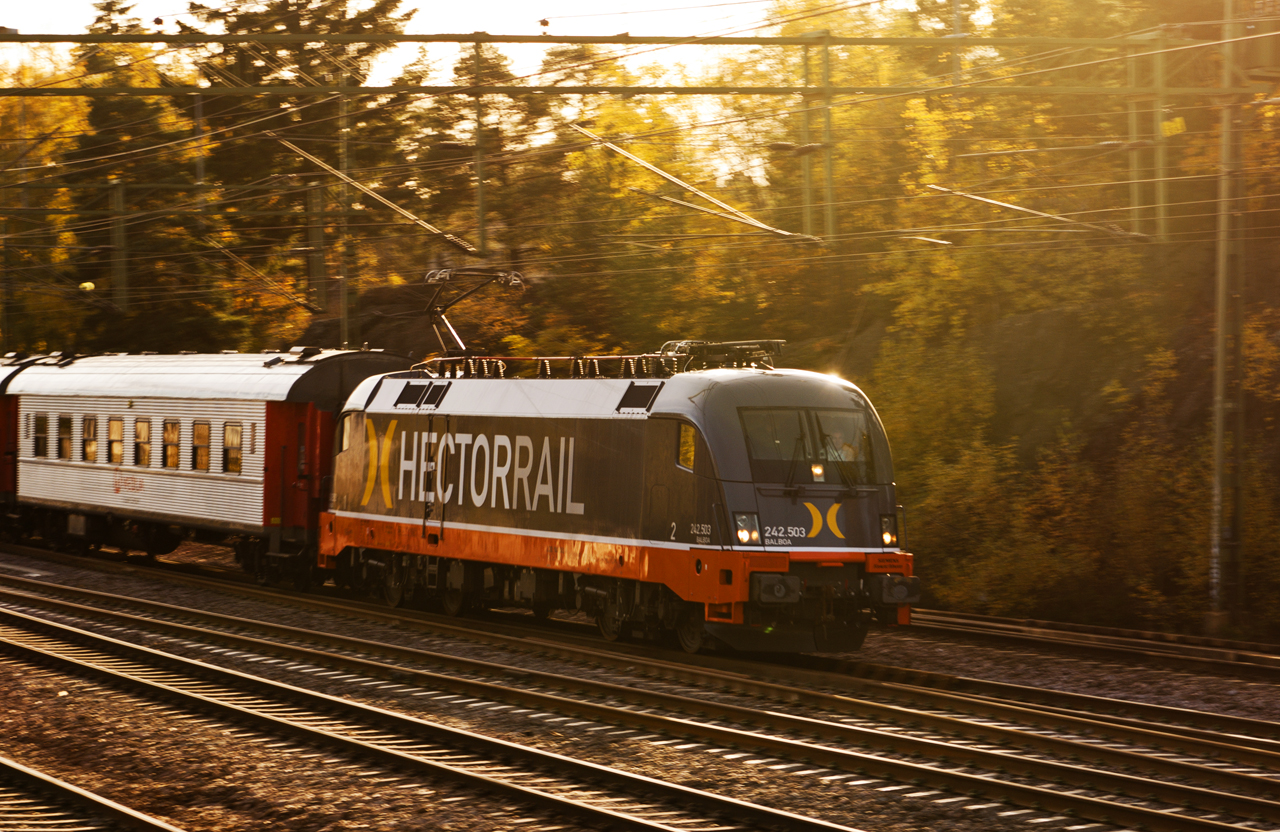
Hector Rail Taurus 242 lok som drar Veolias persontåg. Älvsjö 2011

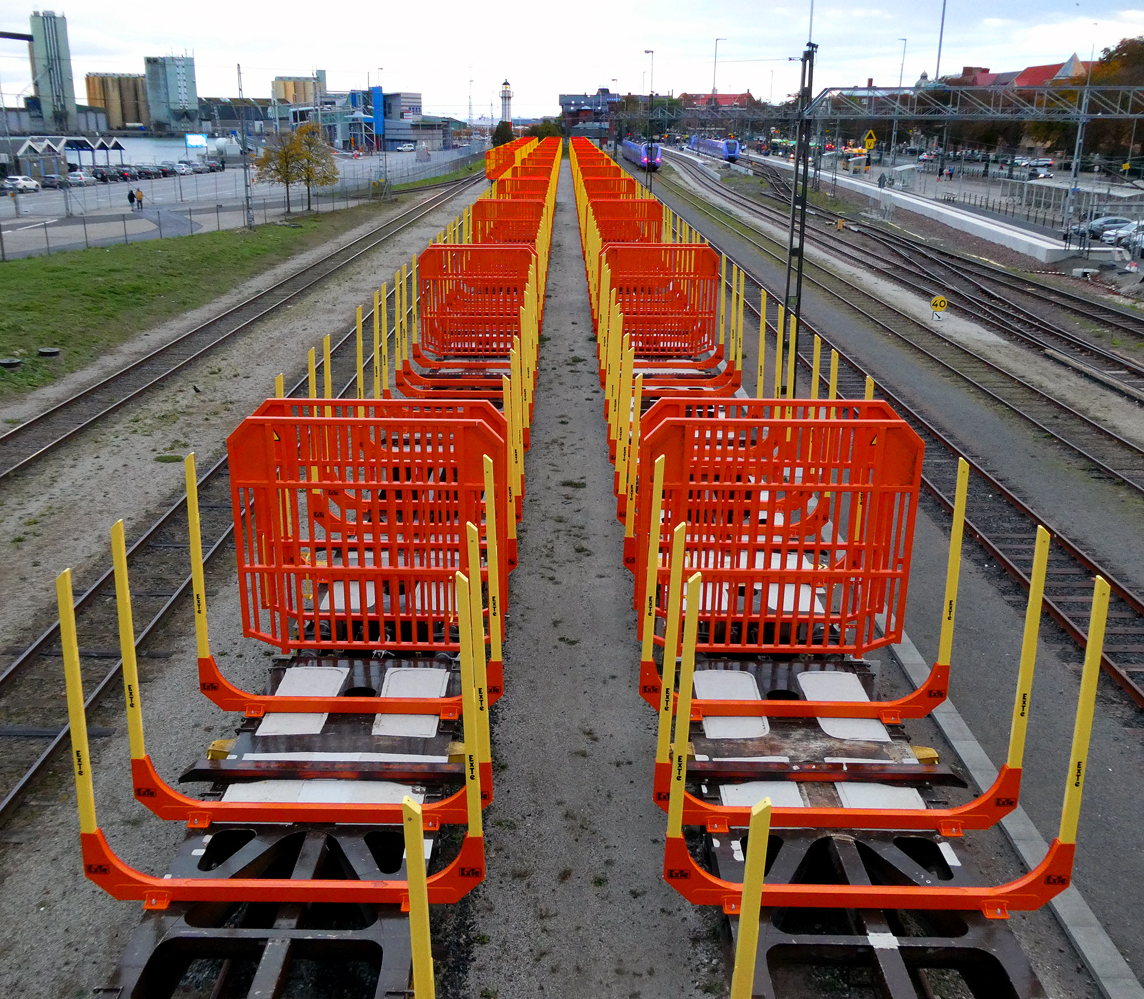
Timmervagnar från Hector Rail på Ystads rangerbangård 16 okt 2020.

Hector Rail är en järnvägsoperatör med huvudkontor i Danderyds kommun, som sedan 2004 bedriver järnvägstrafik i Sverige, Norge, Danmark och Tyskland. 

## Historik
Företaget finansierades ursprungligen av den norska familjen Høegh, en stor internationell aktör inom rederinäringen. I november 2014 såldes företaget till EQT Infrastructure II. Under 2020 såldes företaget vidare till den brittiska investeringsfonden Ancala.

## Verksamhet
En stor del av Hector Rails verksamhet är baserad i Hallsberg söder om Örebro men eftersom trafiken bedrivs från Piteå i norr till Dortmund i Tyskland i söder har man personal baserad på ett flertal orter. Sedan starten har företaget expanderat successivt och producerar i dagsläget ca 6 miljoner kilometer transportsträcka (tågkilometer) per år. Hector Rail kör bara systemtåg, det vill säga hela tåg enligt en regelbunden tidtabell. Hector Rails kunder är i allmänhet stora industriföretag och speditörer. Hector Rail drog under 2010-2016 också persontåg åt Veolia Transport, främst mellan Malmö och Stockholm, och under 2016-2019 åt Skandinaviska Jernbanor mellan Göteborg och Stockholm-(Uppsala). Sedan 2021 kör man persontåg åt Flixtrain i Sverige och sedan 2022 sträckan Malmö–Padborg för SJ Euronight.

## Lok
Hector Rail har till skillnad från de flesta privata tågoperatörer valt att själv investera i sin lokflotta. Man har köpt både nya och begagnade lokomotiv från flera aktörer. De olika loktyperna möter olika kundkrav. Numreringen av flottan är Hectors egen och är den enda svenska operatör med sifferbeteckningar på lok. Första siffran står för antal elsystem kontaktledning eller 8 för dieselelektrisk transmission och 9 för dieselhydraulisk transmission. Andra siffran är antal axlar, vilket indirekt antyder dragkraften. Tredje siffran är för att skilja liknande lok åt.

### Ellok
- Typ 141 (3 st)

Typ 141 är ett tidigare österrikiskt höghastighetslokomotiv för 230 km/h hos den statliga operatören ÖBB, med beteckningen "1012". Loket är ett prototyplok och är både utvecklat samt tillverkat i Österrike. Det första loket tillverkades 1996 i tre exemplar. Då lokomotiven visade sig bli orimligt dyra att serietillverka var det inte ekonomiskt försvarbart att hålla sig med egen tillverkning. ÖBB försökte göra sig av med dem och 2007 såldes de till Hector Rail. Den kontinuerliga maxeffekt är 6,4 megawatt (svenska Rc-loket som väger ungefär lika mycket klarar bara 160 km/h och har en effekt på endast 3,6 megawatt. Loket skulle mycket väl kunna dra även svenska persontåg i 230 km/h men då krävs aerodynamiska vagnar med anpassade boggier. Loken står avställda i Hallsberg och har inte varit i trafik sedan 2019.
- Typ 142 (12 st, varav 11 i trafik)

Typ 142 är, liksom Typ 141, ett ellok som härstammar från Österrike. Operatören ÖBB kallade sitt lok för "1142". Åtta lok är dessutom i efterhand utrustade med radiostyrning. Fyra av dessa har dessutom utrustats med det europeiska säkerhetssystemet ERTMS.
- Typ 143 (8 st)

Typ 143 är ett svensktillverkat lokomotiv (Rc3) från tillverkaren Asea. Loktypen är något snabbare än Rc1 och Rc2 då det är godkänt för 160 km/h. Loken köptes från SJ under april 2014.
- Typ 161 (6 st, varav 4 i trafik)

Före detta NSB/LKAB Malmtrafik beteckning El.15. Användes för att dra malmtåg på Malmbanan men blev överflödiga när Iore levererades. Loken är sexaxliga, väger 132 ton och har en effekt på 5,4 MW. De var Hectors första lok. Loken togs ur trafik 2019 efter leverans av nya lok, typ 243, och såldes 2020 till det norska företaget Grenland Rail.
- Typ 162 (10 st)

Hector Rail köpte 10 st begagnade lok i januari 2016 från DB Schenker. Loktypen har beteckningen 151 ett sexaxligt godstågslok och lanserades under början av 1970-talet.
- Typ 241 (12 st)

Bombardier Traxx F140 AC. Tvåspänningslok (15 och 25 kV växelspänning) ur Bombardiers Traxxfamilj. Samtliga utrustade för gränsöverskridande trafik i Sverige, Norge, Danmark och Tyskland.
- Typ 242 (7 st)

Eurosprinter ES 64 U är ett fyraxligt högprestandalok (kallas "Taurus" hos ÖBB) för 230 km/h. Det är dessutom Sveriges snabbaste järnvägsfordon (loktypen har uppnått 357 km/h vid en provkörning, och 253 km/h (danskt rekord) av ett av Hectors egna lok). Loken är inköpta begagnade från finansbolaget MRCE (Mitsui Rail Capital Europe B.V.). De sju loken är tillverkade 2000-2002. Loken rullar för närvarande endast inom Tyskland men har tidigare rullat i Sverige. Loken har en maximal, tillfällig effekt på 7,0 MW. Även dessa lok är tvåsystemslok för 15 och 25 kV växelspänning.
I och med introduktionen av Taurus har Sverige för första gången elektriska högprestandalokomotiv (effekt på minst 5 MW och topphastighet minst 200 km/h) från en utländsk tillverkare (Siemens).
- Typ 243 (20 st)

Typ 243 är ett fyraxligt ellok från Siemens, som går under benämningen "Vectron". Typ 243 har dessutom dieseldrift för kortare sträckor (där kontaktledning saknas) s.k. "last mile", samt radiostyrning. De två första levererade loken saknar "last mile" då loken tidigare var lok man utförde tester med i Sverige på uppdrag av tillverkaren.
- Typ 441 (2 st)

Siemens EuroSprinter ES 64 F4. Fyrspänningslok som förutom 25 kV 50 Hz och 15 kV 16 2/3 Hz även kan köras på 1,5 och 3 kV likström. Loken levererades ursprungligen till den schweiziska operatören SBB Cargo, som dock lämnade tillbaka sex av loken. Efter ombyggnad till svensk drift och ommålning såldes två till Hector.

### Diesellok
- Typ 841 (4 st) f.d SJ T43. Inköpta begagnade från Green Cargo.[16]
- Typ 921 (3 st) inköpta begagnade f.d SJ Z70.[17]
- Typ 941 (2 st) Vossloh G2000, ett tungt dieselhydrauliskt lok tillverkat av Vossloh i Kiel. Effekt 2,7 MW.[18]
- Typ 942 (2 st) MaK/Siemens 1205. Inköpta begagnade från InfraNord.[19]